# Targa Florio 1935

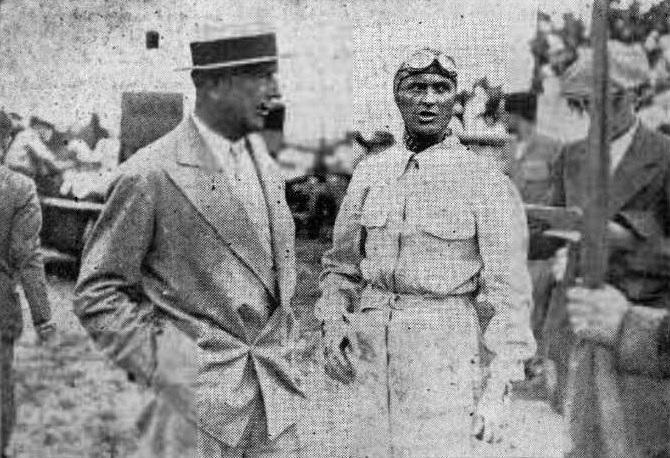
Louis Chiron (Mitte) kam wie 1930 als Zweiter ins Ziel

Die 26. Targa Florio, auch XXVI Targa Florio, war ein Straßenrennen auf Sizilien und fand am 28. April 1935 statt.

## Das Rennen

### Teams, Hersteller und Fahrer
Die Targa Florio 1935 gilt in der Historie dieses Rennens als die letzte „klassische Targa Florio“, da die Ära der Grand-Prix-Wagen und der Monopostos endete. Nach dem kompletten Rückzug des Gründers der Veranstaltung, Vincenzo Florio, der auch seine Funktion im Sicilian Automobile Club abgelegt hatte, plante das neu zusammengesetzte Organisationskomitee eine Umbenennung des Rennens. Der neue Name Targa Primavera Siciliana wurde von vielen Sizilianern als Affront gegen Florio verstanden und die Motorjournalisten schrieben dagegen an. Zwei Wochen vor dem Rennen – nach immer heftiger werdender Kritik – kehrten die Veranstalter zum eingeführten Namen Targa Florio zurück. In den 1920er-Jahren fand einige Male ein Rennen für Fahrzeuge bis 1,1 Liter Hubraum innerhalb der Targa Florio statt. Diese Variante griffen die Organisatoren 1935 wieder auf, um ein größeres Starterfeld zu erreichen. Dieses Rennen endete nach vier Runden, während die Targa Florio auf dem Piccolo circuito delle Madonie wie 1934 über sechs Runden ging.
Erneut war die Scuderia Ferrari das einzige Rennteam, dass 1935 Fahrzeuge zur Targa Florio meldete. Die drei Alfa Romeo Tipo B/P3 fuhren Antonio Brivio, Louis Chiron und Carlo Maria Pintacuda, der zwei Wochen davor die Mille Miglia gewonnen hatte. Die restlichen Starter – darunter sieben Piloten in Alfa Romeo Monzas – waren Privatfahrer. Neben dem Monegassen Louis Chiron war der Schweizer Hans Ruesch der zweite nichtitalienische Teilnehmer.

### Der Rennverlauf
Umberto II., der Sohn des italienischen Königs Viktor Emanuel III., der als Ehrenstarter fungierte, schickte die Fahrer ab 11:15 Uhr in einem Intervall von einer Minute auf die Strecke. Von Beginn an entwickelte sich ein Zweikampf zwischen den beiden Scuderia-Ferrari-Piloten Brivio und Chiron, der nach der ersten Runde in Führung lag. In der zweiten Runde verlor Chiron fünf Minuten auf seinen Konkurrenten, weil er zwischen Caltavuturo und Collesano anhalten musste, um eine defekte Zündkerze zu wechseln. Diesen Rückstand konnte Chiron nicht mehr aufholen, der im Ziel einen Rückstand von knapp sieben Minuten auf Brivio hatte.

## Ergebnisse

### Schlussklassement
| 1           | Categoria sopra 1.1 Litro | 20 | Scuderia Ferrari    | Antonio Brivio        | Alfa Romeo Tipo B/P3 | 5:27:29,000 |
| 2           | Categoria sopra 1.1 Litro | 22 | Scuderia Ferrari    | Louis Chiron          | Alfa Romeo Tipo B/P3 | 5:34:21,600 |
| 3           | Categoria sopra 1.1 Litro | 18 | Francesco Sadri     | Ferdinando Barbieri   | Maserati 4CM         | 5:45:57,600 |
| 4           | Categoria sopra 1.1 Litro | 32 | Costantino Magistri | Costantino Magistri   | Alfa Romeo Monza     | 5:51:23,400 |
| 5           | Categoria sopra 1.1 Litro | 26 | Renato Balestrero   | Renato Balestrero     | Alfa Romeo Monza     | 5:59:01,400 |
| 6           | Categoria sopra 1.1 Litro | 42 | Renato Danese       | Renato Danese         | Alfa Romeo Monza     | 6:03:27,400 |
| 7           | Categoria sopra 1.1 Litro | 46 | Vittorio Belmondo   | Vittorio Belmondo     | Alfa Romeo Monza     | 6:04:12,600 |
| 8           | Categoria sopra 1.1 Litro | 38 | Hans Ruesch         | Hans Ruesch           | Alfa Romeo Monza     | 6:08:33,200 |
| 9           | Categoria sopra 1.1 Litro | 44 | Giulio Antinori     | Giulio Antinori       | Alfa Romeo 6C        | 6:09:23,600 |
| Ausgefallen |                           |    |                     |                       |                      |             |
| 10          | Categoria sopra 1.1 Litro | 34 | Giuseppe Cortese    | Giuseppe Cortese      | Alfa Romeo 6C        |             |
| 11          | Categoria sopra 1.1 Litro | 40 | Dante Ferrari       | Dante Ferrari         | Alfa Romeo Monza     |             |
| 12          | Categoria sopra 1.1 Litro | 14 | Scuderia Ferrari    | Carlo Maria Pintacuda | Alfa Romeo Tipo B/P3 |             |
| 13          | Categoria sopra 1.1 Litro | 16 | Giuseppe Sutera     | Giuseppe Sutera       | OM 665               |             |
| 14          | Categoria sopra 1.1 Litro | 50 | Salvatore Geraci    | Salvatore Geraci      | Alfa Romeo 6C        |             |
| 15          | Categoria sopra 1.1 Litro | 48 | Luigi Pages         | Luigi Pages           | Alfa Romeo Monza     |             |
| 16          | Categoria sopra 1.1 Litro | 24 | Agostino Giardina   | Agostino Giardina     | Bugatti T37          |             |

### Schlussklassement 1,1-Liter-Klasse
| 1 (17)      | Categoria per 1.1 Litro | 2  | Albino Ferrara      | Albino Ferrara      | Fiat 508     | 4:25:12,200 |
| 2 (18)      | Categoria per 1.1 Litro | 8  | Francesco Toia      | Francesco Toia      | Fiat 508     | 4:25:30,000 |
| 3 (19)      | Categoria per 1.1 Litro | 6  | Salvatore Casano    | Salvatore Casano    | Fiat 508     | 4:33:36,200 |
| Ausgefallen |                         |    |                     |                     |              |             |
| 4 (20)      | Categoria per 1.1 Litro | 4  | Salvatore de Pietro | Salvatore de Pietro | Fiat 508     |             |
| 5 (21)      | Categoria per 1.1 Litro | 10 | Pino Baruffi        | Pino Baruffi        | Maserati 4CM |             |
| 6 (22)      | Categoria per 1.1 Litro | 12 | Attilio Battilana   | Attilio Battilana   | Fiat 508     |             |

### Nur in der Meldeliste
Hier finden sich Teams, Fahrer und Fahrzeuge, die ursprünglich für das Rennen gemeldet waren, aber nicht daran teilnahmen.
| Pos. | Klasse                    | Nr. | Team              | Fahrer            | Chassis          |
| ---- | ------------------------- | --- | ----------------- | ----------------- | ---------------- |
| 23   | Categoria sopra 1.1 Litro | 28  | Luigi Rovere      | Giuseppe Farina   | Alfa Romeo 6C-34 |
| 24   | Categoria sopra 1.1 Litro | 30  | Giacomo Palmieri  | Giacomo Palmieri  | Alfa Romeo       |
| 25   | Categoria sopra 1.1 Litro | 34  | Attilio Battilana | Attilio Battilana | Alfa Romeo       |

### Klassensieger
| Klasse                    | Fahrer         | Fahrzeug             | Platzierung im Gesamtklassement |
| ------------------------- | -------------- | -------------------- | ------------------------------- |
| Categoria sopra 1.1 Litro | Antonio Brivio | Alfa Romeo Tipo B/P3 | Gesamtsieg                      |

### Klassensieger 1,1-Liter-Klasse
| Klasse                  | Fahrer         | Fahrzeug | Platzierung im Gesamtklassement |
| ----------------------- | -------------- | -------- | ------------------------------- |
| Categoria per 1.1 Litro | Albino Ferrara | Fiat 508 | Klassensieg                     |

### Renndaten
- Gemeldet: 25
- Gestartet: 22
- Gewertet: 12
- Rennklassen: 2
- Zuschauer: unbekannt
- Wetter am Renntag: trocken und warm
- Streckenlänge: 72,000 km
- Fahrzeit des Siegerteams: 5:27:29,000 Stunden
- Gesamtrunden des Siegerteams: 6
- Gesamtdistanz des Siegerteams: 432,000 km
- Siegerschnitt: 79,100 km/h
- Schnellste Trainingszeit: unbekannt
- Schnellste Rennrunde: Antonio Brivio – Alfa Romeo Monza B/P3 (#20) – 53:59,600 = 80,000 km/h
- Rennserie: zählte zu keiner Rennserie